# Гіпсліс Айварс Петрович
Айварс Гіпсліс (латис. Aivars Gipslis; 8 лютого 1937, Рига — 13 квітня 2000, Берлін) — латвійський шахіст, шаховий діяч і тренер, гросмейстер від 1967 року, гросмейстер ІКЧФ від 1996 року.

## Шахова кар'єра
Упродовж своєї кар'єри вісім разів (у 1955, 1956, 1957, 1960, 1961, 1963, 1964 i 1966 роках) здобував звання чемпіона Латвії. Між 1958 і 1970 роками шість разів брав участь у фіналах індивідуальних чемпіонатів СРСР, найкращий результат показавши 1967 року в Тбілісі, де посів 3-тє місце. Завдяки тому виступові, того самого року взяв участь у міжзональному турнірі в Сусі, на якому посів 13-те місце.
Найбільшим турнірним успіхом Гіпсліса був поділ 2-го місця (позаду Леоніда Штейна, разом з Мілко Бобоцовим, Василем Смисловим i Михайлом Талем, попереду Давида Бронштейна, Лайоша Портіша, Бориса Спаського, Юхима Геллера, Пауля Кереса, Мігеля Найдорфа, Тиграна Петросяна i Светозара Глігорича) на міжнародному турнірі в Москві (1967). Окрім того поділив 1-ше місце в Бад-Лібенштайні (1963, разом з Левом Полугаєвським) i Печі (1964, меморіал Лайоша Асталоша, разом з Мілко Бобоцовим) а також святкував перемогу у Врнячці-Бані (1975), Калькуті (1979) i Юрмалі (1987).
Упродовж своєї кар'єри зустрівся за шахівницею майже з усіма чемпіонами світу, які тоді правили, зокрема, записав до свого активу перемоги над Анатолієм Карповим i Василем Смисловим, а також зіграв унічию з Гаррі Каспаровим.
Від 1963 року був редактором латвійського часопису Šahs. Від середини 1960-х до кінця 1970-х років був тренером Махайла Таля i Нони Гапріндашвілі а також п'ять разів (1972, 1974, 1978, 1980, 1982) жіночих збірних СРСР на шахових олімпіадах.
Найвищий рейтинг Ело в кар'єрі мав станом на 1 липня 1971 року, досягнувши 2580 пунктів, посідав тоді 19-е місце в світовій класифікації ФІДЕ, водночас посідав 13-тє місце серед радянських шахістів.
Досягнув успіхів також у грі за листуванням, 1996 року здобув звання гросмейстера у цьому різновиді шахів.